# Oranjegekte

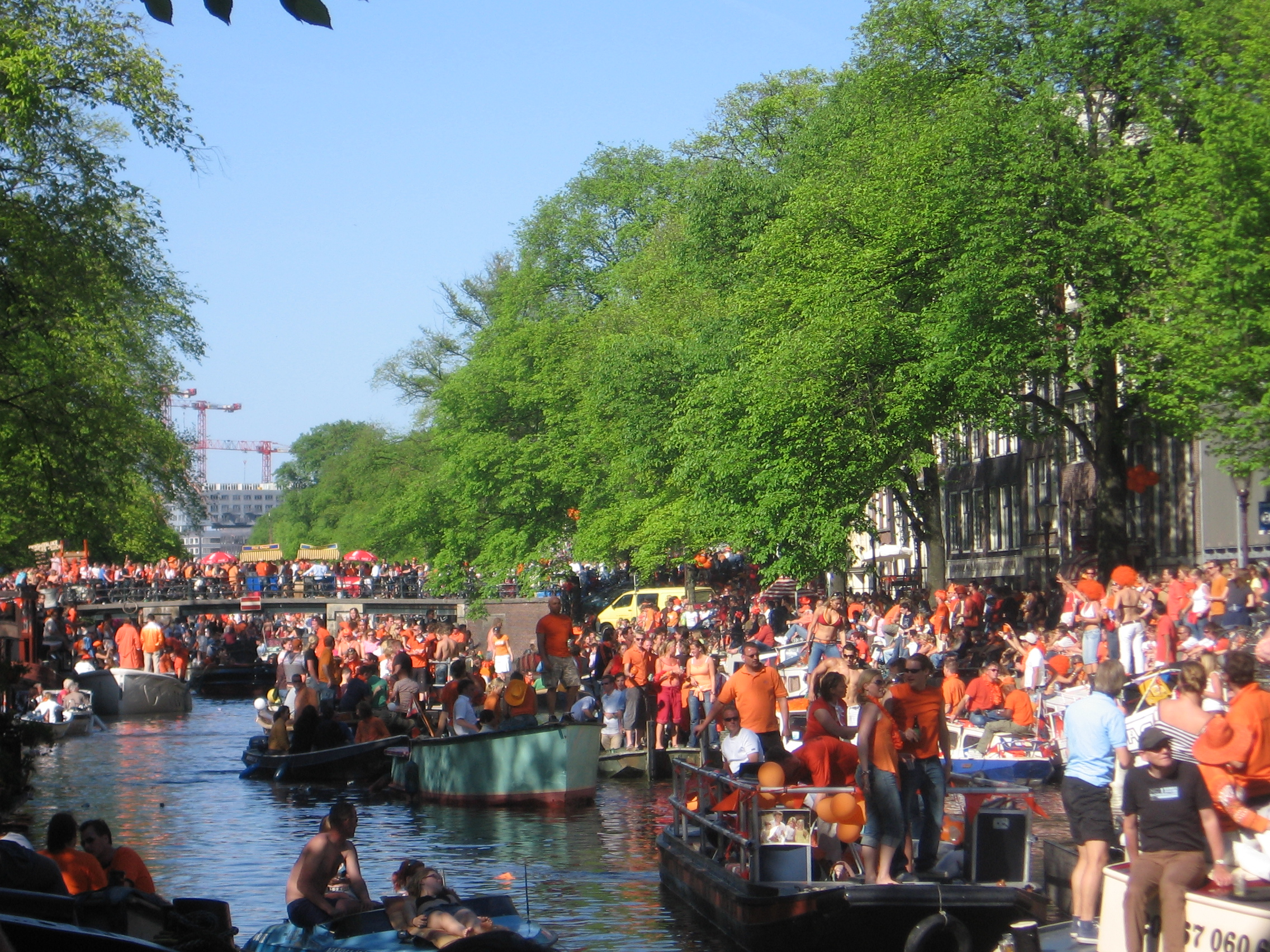
Oranjegekte in occasione della Festa della Regina.

Con il termine Oranjegekte (olandese: follia arancione) si identifica un fenomeno tradizionale dei Paesi Bassi che si verifica durante il Koningsdag (Koninginnedag fino al 2013), i campionati internazionali di calcio, ed, a volte, in altri eventi sportivi minori.
La caratteristica di questo fenomeno è il colore arancione che domina l'intera nazione con bandiere, striscioni, abbigliamento e anche cibi e bevande. A volte anche l'acqua delle fontane viene tinta di arancione.
Questo fenomeno è in omaggio al nome della famiglia reale olandese, la Casa di Orange.